# Ifriet

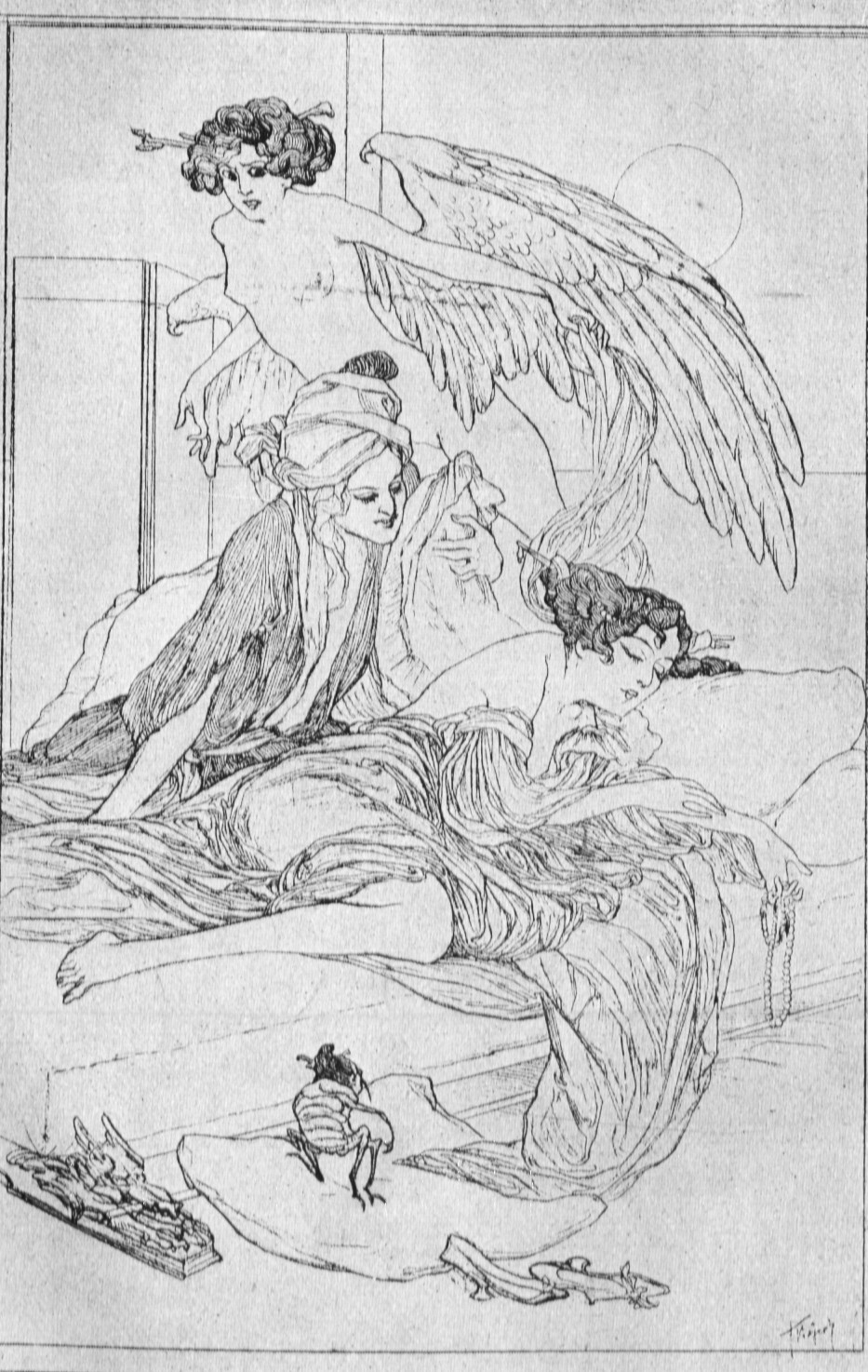

Ifriet (of ook ifrit) (Arabisch: ʻAfrīt: عفريت, meervoud ʻAfārīt: عفاريت) is een type djinn in de Arabische mythologie.

## Ifriet in de mythologie
In de algemene mythologie van het Arabisch Schiereiland is een ifriet een  geestvormige djinn die het element vuur belichaamt. Een ifriet beschouwt zichzelf als een superieur wezen, omdat zij, naar eigen zeggen, de oudste wezens van de wereld zijn, als eerste van alle rassen ontstaan. Een ifriet kan het ook niet uitstaan dat de mensen magische middelen hebben gevonden om hen te beheersen. Zelfs als een ifriet geen vrije wil meer heeft, handelt hij vanuit een ironische en kwaadwillende houding en probeert hij de bevelen van zijn meester zo veel mogelijk te verdraaien.
Een ifriet toont zichzelf vaak als wezen bezeten van bovenmenselijke kracht en schoonheid, maar ze zijn bijzonder moeilijk om mee om te gaan.
Net als bij djinns in het algemeen zijn er zowel verhalen waarin een ifriet een dienstbare rol spelen als waarin een ifriet een gevaar vormt (dat dan weer overwonnen kan worden door bijvoorbeeld het juiste gebed tot God te richten).

## Ifriet in de Koran
De ifriet wordt genoemd in de Koran, in soera De Mieren 39.
Een dappere van de djinn zei: "Ik zal deze tot u brengen voordat u van uw kamp opstaat en zeker heb ik daar macht over en ik ben betrouwbaar."
Het is een passage waarin koning Salomon aan verschillende wezens vraagt welke hem het snelste de troon van de koningin van Sheba kan brengen. De ifriet moet het echter afleggen tegen de snelheid van een gebed:
Iemand, die kennis van het geschrift had zei: "Ik zal hem tot u brengen vóór uw bode terugkeert," en toen Salomo de troon naast zich zag geplaatst, zei hij: "Dit is bij de gratie van mijn Heer, opdat Hij mij moge beproeven of ik dankbaar of ondankbaar ben. En wie dankbaar is, is dankbaar voor het welzijn van zijn eigen ziel, maar wie ondankbaar is, waarlijk mijn Heer is Zichzelf-genoeg, Geëerd." (Soera De Mieren 40)

## Ifriet elders
Onder Europese invloeden is het geheel van de djinn-wereld gesplitst in vijf soorten, waarbij iedere volgende soort krachtiger is dan de vorige: djinn, djann, ifriet, maryoet en shaitan. Hoewel deze indeling niet meer gebaseerd is op de echte, Arabische mythologie is het wel de manier waarop de afariet (meervoud) zich ingewerkt hebben in onder meer de moderne computerspellen, rollenspellen en fictie. Een voorbeeld is de Final Fantasy serie, hier komt in vrijwel iedere versie vanaf Final Fantasy III een oproepbaar monster (´summon´) met de naam Ifrit voor.